# Ladoeiro
Ladoeiro is een plaats (freguesia) in de Portugese gemeente Idanha-a-Nova.

## Geschiedenis
Het stadje bestaat al sinds vele eeuwen en bezit een aantal overblijfselen en archeologische sporen uit de Romeinse tijd. In 1505 werd de huidige naam Ladoeiro gekozen, verwijzend in het Portugees naar de talrijke meertjes en bronnen die aanwezig zijn in het gebied. Tijdens de regeerperiode van Johan III van Portugal (1541) was de plaats de hoofdstad van het graafschap. In de zeventiende eeuw werd het stadje goeddeels verwoest door de restauratieoorlogen die in de regio woedden.

## Beschrijving
In 2001 telde de plaats 1386 inwoners. In het midden van de plaats, aan de rand van het dorpsplein, bevindt zich een bron die voorzien is van een stenen ombouwing. De naam is De Grote Bron en op de bron is het wapen van koning Sebastiaan afgebeeld met het jaartal 1571. Deze bron is ook te vinden op het wapen en de vlag van Ladoeiro. De architectuur is traditioneel met veel witgekalkte lemen huizen.

## Economie
Momenteel is het een redelijk welvarend dorp waarvan de meeste inwoners werkzaam zijn in de aan de landbouw gerelateerde distributie en verwerking van landbouwproducten. Rondom het stadje is veel teelt van tomaten te vinden. Tot enkele jaren geleden vond er ook tabaksteelt plaats. Door veranderde subsidieregels is dit echter niet meer lonend.

## Activiteiten
Tijdens de vastentijd is er van vrijdag tot zaterdag een religieuze processie van enkel katholieke mannen. Op tweede paasdag viert het dorp feest ter ere van Sint Catharina, de patroonheilige van het dorp. Deze feestdag wordt in Ladoeiro en in het nabijgelegen Rosmaninhal gevierd. Andere plaatsen in de omgeving kennen dit feest niet. Op 15 augustus is er het jaarlijkse feest ter ere van Sint Isodoor waar festiviteiten georganiseerd worden. Elke tweede dinsdag van de maand is er een markt. Het stadje heeft een eigen voetbalvereniging die ook uitkomt in de landelijke futsal competitie.